# Osiedle Karpackie
Osiedle Karpackie – osiedle mieszkaniowe położone w Bielsku-Białej, w dzielnicy Kamienica, na wzgórzu Troclik (369 m n. p. m.). Zostało wybudowane w technologii wielkopłytowej w latach 1979–1982 według projektu Stanisława Smolarka i Zbigniewa Komusińskiego.
Osiedle składa się łącznie z 53 bloków z 3594 mieszkaniami należącymi do Karpackiej Spółdzielni Mieszkaniowej. Jest podzielone przestrzennie na trzy części, nazywane „jednostkami”: jednostka A obejmuje rejon ulicy Kolistej, Morskie Oko i Pięciu Stawów (północno-wschodni), jednostka B rozciąga się po obu stronach ulicy Doliny Miętusiej (rejon południowo-wschodni), a jednostka C obejmuje budynki na zachód od alei Andersa. W skład jednostki pomocniczej gminy o nazwie Osiedle Karpackie wchodzi o nieco większy obszar, w tym zabudowa jednorodzinna w rejonie ulicy Filomatów i Zajazdowej, zakłady spirytusowe Polmos Bielsko-Biała przy ulicy Karpackiej i fragment Gościnnej Doliny. Jej granice wyznaczają: na północy ulica Karpacka i Kolista, na wschodzie ulica Partyzantów, na południu aleja Andersa i Gościnna Dolina, na zachodzie ulica Kowalska. W 2017 była zamieszkiwana przez 9390 osób, z tego ludność właściwego osiedla była szacowana na 7600.
Na osi północ-południe osiedle przecina Śródmiejska Obwodnica Zachodnia tworzona na tym odcinku aleją Andersa. W pobliżu skrzyżowania alei Andersa z ulicami Doliny Miętusiej i Sosnkowskiego, które stanowi centralny punkt osiedla, znajduje się hipermarket Kaufland, centrum handlowe Retail Park  Karpacka (otwarte w 2014), kryta pływalnia Troclik (2006) i katolicki kościół parafialny pod wezwaniem Jezusa Chrystusa Odkupiciela Człowieka (1984–1989). Pomiędzy jednostkami A i B znajduje się obiekt szkolny zajmowany przez Szkołę Podstawową nr 37 i Społeczną Szkołę Podstawową Katolickiego Towarzystwa Kulturalnego.
Obsługę komunikacyjną osiedla zapewnia (stan 2022) dziewięć linii autobusowych MZK Bielsko-Biała przejeżdżających przez aleję Andersa (3, 6, 21, 23, 28, 32, 34, 50, nocna N1) oraz linie 7 i 18 kursujące po ulicy Karpackiej. 
Jakkolwiek nazwa osiedla nawiązuje do Karpat, większość ulic (w obrębie jednostki A i B) została nazwana od nazw geograficznych związanych z samymi tylko Tatrami: Doliny Miętusiej, Roztoki, Giewont, Morskie Oko, Pięciu Stawów. Aleja Andersa do 1992 nosiła nazwę Czerwonych Wierchów, jej przemianowanie jest przypisywane błędnie zrozumianej idei dekomunizacji. Nazewnictwo ulic w jednostce C wychodzi z innego klucza: Klemensa Matusiaka, Mariusza Zaruskiego.